# Tomorrow – Die Welt ist voller Lösungen
Tomorrow – Die Welt ist voller Lösungen (französischer Originaltitel Demain) ist ein Dokumentarfilm der Schauspielerin Mélanie Laurent (Inglourious Basterds) und des Autors und Aktivisten Cyril Dion aus dem Jahr 2015. Der Film wurde in zehn Ländern gedreht, darunter u. a. Finnland, Großbritannien und Indien. Ausgangspunkt des Films ist die momentane Situation der Welt mit ihren global zunehmenden Problemen wie der Energie- und Ressourcenverknappung oder dem Klimawandel. Auf der Suche nach Lösungen zeigt der Film verschiedene Projekte und Initiativen mit alternativen ökologischen, wirtschaftlichen und demokratischen Ideen auf. Der Film startete im Dezember 2015 in Frankreich, in Deutschland startete er am 2. Juni 2016. Der Film erhielt 2016 den César als beste Dokumentation.

## Handlung
Als die französische Schauspielerin Mélanie Laurent und der Autor und Aktivist Cyril Dion in der britischen Zeitschrift Nature eine Studie lesen, die den wahrscheinlichen Zusammenbruch unserer Zivilisation in den nächsten 40 Jahren voraussagt, wollen sie sich mit diesem Horror-Szenario nicht abfinden. Schnell ist ihnen jedoch klar, dass die bestehenden Ansätze nicht ausreichen, um einen breiten Teil der Bevölkerung zu inspirieren und zum Handeln zu bewegen. Darum machen sich die beiden auf eine Reise, um diejenigen Menschen zu finden, die bereits erfolgreich nachhaltige Projekte initiiert haben.
Der zentrale Blickwinkel des Films liegt auf dem Zusammenhang der verschiedenen Probleme, mit der die Welt momentan zu kämpfen hat. Unterteilt in die Kategorien
1. Landwirtschaft
2. Energie
3. Ökonomie
  - Mikroökonomie
  - Regionalwährung
4. Demokratie
5. Bildung

werden im Laufe des Films in zehn Ländern Experten und Initiativen aufgesucht, die sich mit der jeweiligen Thematik beschäftigen und an Lösungen und Projekten für eine bessere Zukunft arbeiten. Zu den besuchten Orten gehört zum Beispiel Dänemarks Hauptstadt Kopenhagen, die sich das Ziel gesetzt hat, bis 2025 als erste Stadt der Welt „CO2-neutral“ zu werden, oder die französische Überseeinsel Réunion, welche den Eigenbedarf an elektrischen Strom bis 2025 zu 100 Prozent aus erneuerbaren Energiequellen decken möchte.

## Mitwirkende Personen (Auswahl)
- Mélanie Laurent, französische Schauspielerin, Sängerin und Regisseurin
- Cyril Dion, französischer Autor, Regisseur, Dichter und Aktivist
- Vandana Shiva, indische Wissenschaftlerin und Aktivistin, Mitbegründerin des Ökofeminismus[10]
- Jan Gehl, dänischer Architekt und Stadtplaner
- Rob Hopkins, britischer Dozent und Umweltaktivist, Gründer der Transition-Towns-Bewegung
- David Van Reybrouck, belgischer Wissenschaftler und Autor
- Jeremy Rifkin, US-amerikanischer Ökonom und Publizist sowie Gründer und Vorsitzender der Foundation on Economic Trends (FOET; Sitz in Washington, D.C., USA).
- Elango Rangaswamy, ehemaliger Bürgermeister von Kutthambakkam, Modell-Dorf im Distrikt Tiruvallur, Tamil Nadu, Indien[11]